# Ricardo Jerez Hidalgo
Edgar Ricardo Jerez Hidalgo (San Bernardino; 6 de agosto de 1956) es un exfutbolista guatemalteco que jugaba como portero. Es padre del también futbolista, Ricardo Jerez.

## Selección nacional
Disputó los Juegos Olímpicos de 1988 donde quedó en la última posición de todo el torneo.

### Participaciones en Juegos Olímpicos
| Torneo                   | Sede | Resultado     |
| ------------------------ | ---- | ------------- |
| Juegos Olímpicos de 1988 | Seúl | Primera ronda |

## Clubes
| Club                           | País      | Año       |
| ------------------------------ | --------- | --------- |
| Suchitepéquez                  | Guatemala | 1974-1977 |
| Tiquisate                      | Guatemala | 1978      |
| Comunicaciones                 | Guatemala | 1979-1985 |
| Finanzas Industriales (cesión) | Guatemala | 1984      |
| Aurora                         | Guatemala | 1986-1990 |
| Comunicaciones                 | Guatemala | 1990-1996 |

## Palmarés

### Títulos nacionales
| Título                    | Equipo         | País      | Año     |
| ------------------------- | -------------- | --------- | ------- |
| Liga Nacional             | Comunicaciones | Guatemala | 1979-80 |
| Liga Nacional             | Comunicaciones | Guatemala | 1981    |
| Liga Nacional             | Comunicaciones | Guatemala | 1982    |
| Copa Campeón de Campeones | Comunicaciones | Guatemala | 1983    |
| Copa Nacional             | Comunicaciones | Guatemala | 1983    |
| Liga Nacional             | Comunicaciones | Guatemala | 1985    |
| Copa Campeón de Campeones | Comunicaciones | Guatemala | 1985    |
| Liga Nacional             | Aurora         | Guatemala | 1986    |
| Copa Campeón de Campeones | Aurora         | Guatemala | 1986    |
| Liga Nacional             | Comunicaciones | Guatemala | 1990-91 |
| Copa Nacional             | Comunicaciones | Guatemala | 1991-92 |
| Liga Nacional             | Comunicaciones | Guatemala | 1994-95 |
| Copa Campeón de Campeones | Comunicaciones | Guatemala | 1995    |

### Títulos internacionales
| Título                           | Equipo         | País      | Año  |
| -------------------------------- | -------------- | --------- | ---- |
| Copa Fraternidad Centroamericana | Comunicaciones | Guatemala | 1983 |

### Distinciones individuales
| Distinción                                     | Año     |
| ---------------------------------------------- | ------- |
| Menos vencido de la Liga Nacional de Guatemala | 1981    |
| Menos vencido de la Liga Nacional de Guatemala | 1985    |
| Menos vencido de la Liga Nacional de Guatemala | 1986    |
| Menos vencido de la Liga Nacional de Guatemala | 1990-91 |
| Menos vencido de la Liga Nacional de Guatemala | 1992-93 |